# Три билборда извън града
„Три билборда извън града“ (на английски: Three Billboards Outside Ebbing, Missouri) е британски криминален филм от 2017 година на режисьора Мартин Макдона по негов собствен сценарий.
В главната роля Франсис Макдорманд е жена, която наема три билборда, за да привлече вниманието към изнасилването и убийството на своята дъщеря, които остават неразкрити от местната полиция. Уди Харелсън, Сам Рокуел, Аби Корниш и Питър Динклидж са в поддържащите роли.
„Три билборда извън града“ получава награди „Оскар“ за най-добра женска роля и най-добра мъжка поддържаща роля, награди „Златен глобус“ за най-добър филм, сценарий, главна женска и поддържаща мъжка роля и награди на БАФТА за най-добър филм, най-добър британски филм, оригинален сценарий, главна женска и поддържаща мъжка роля.